# Елизаровская
«Елиза́ровская» — станция Петербургского метрополитена. Расположена на Невско-Василеостровской линии, между станциями «Площадь Александра Невского» и «Ломоносовская».
Станция открыта 21 декабря 1970 года в составе участка «Площадь Александра Невского» — «Ломоносовская». Названа по проспекту, возле которого возведена, носящему имя наркома М. Т. Елизарова. В проекте станция носила название «Проспект Елизарова».

## История
По первоначальным вариантам проектов станция предполагалась наземной, а затем мелкого заложения. Существует две версии причин изменения проектов на глубокое заложение и закрытого типа: по одной из них, станция не вписывалась в т. н. «кривые» (повороты), по другой — сложные гидрогеологические условия на проходке тоннеля при переходе на мелкое заложение — во время строительства тоннеля от «Ломоносовской» произошёл взрыв метана.

## Наземные сооружения
Павильон станции выполнен по проекту архитекторов А. С. Гецкина и В. П. Шуваловой в виде отдельно стоящего здания и располагается на пересечении проспекта Елизарова и улицы Бабушкина.
В северной стене здания находится панно с промышленными видами Санкт-Петербурга. Под ним находится балкон над эскалаторным ходом, закрытый для прохода пассажиров. Зал вестибюля имеет гранитный пол. Освещение — металлические люминесцентные светильники, заглублённые в потолок, над кассами установлены закарнизные светильники.
Снаружи станции над входом установлен козырёк, в котором размещены квадратные потолочные светильники.

## Подземные сооружения
Елизаровская — станция закрытого типа («горизонтальный лифт») глубокого заложения (глубина ≈ 62 м). По краям платформ установлены платформенные раздвижные двери. Подземный зал сооружён по проекту архитекторов А. К. Комалдинова и И. И. Комалдиновой и инженеров А. Д. Евстарова и О. В. Грейц. Стены отделаны мрамором.
Для станции применено закарнизное и прямое освещение (без люстр, — под карнизами одна нитка люминесцентных светильников). Карниз над станционными дверями сделан из меди, на нём несколько раз размещено название станции. Станционные двери окрашены в чёрный цвет и украшены гофрированной полосой.
Северный торец подземного зала украшает решётка с рельефом «Восстание пролетариата» работы скульптора Д. М. Никитина.
Наклонный ход (выход со станции), содержащий три эскалатора, расположен в южном торце станции; во время ремонта светильники были демонтированы с балюстрады эскалаторов и перенесены на свод. Эскалаторный зал освещён светильниками в количестве 18 штук (три группы по три светильника на обеих стенах зала), дополненными двумя «иллюминаторами».

## Капитальный ремонт
С 8 февраля по 29 декабря 2016 года станция была закрыта на реконструкцию. Причина закрытия — нарушение гидроизоляции наклонного хода из-за изношенности основных несущих конструкций его чугунной обделки.
В ходе ремонта восстановлена гидроизоляция наклонного хода, смонтировано около 1,4 тыс. м² новых водоотводящих зонтов из композитных материалов с антивандальным покрытием, установлены новые люминесцентные светильники. Также проведены капитальный ремонт эскалаторов, замена элементов отделки станции и вестибюля, модернизация турникетов и системы видеонаблюдения, установка пандусов и дополнительных входных групп для людей с ограниченными возможностями. В ходе ремонта окна в северном торце вестибюля были заменены на панно.
В сентябре 2016 года основные работы по ремонту станции были завершены. Открыта на 19 дней раньше срока.
Станция была открыта с недоделками: один из эскалаторов отремонтировать не успели — он начал работу 13 февраля.
На время ремонта были задействованы дополнительные автобусные маршруты № 8Б (метро «Елизаровская» — метро «Ломоносовская») и 8В (пл. Александра Невского — Троицкое поле), они были закрыты 31 декабря. Вестибюль станции «Площадь Александра Невского» 4-й линии на время ремонта работал полный день — с 5:32 до 0:31.

## Интересные факты
- Марк Тимофеевич Елизаров (1863—1919), в честь которого назван проспект[7], давший имя станции метро, имеет косвенное отношение к метрополитену: 8 (21) ноября 1917 г. он стал первым народным комиссаром (министром) путей сообщения Советской России — в ведении МПС СССР Ленинградский метрополитен находился со дня его открытия[8].
- Перегон между станциями «Елизаровская» и «Площадь Александра Невского» имеет длину 4 км, являясь самым длинным в Петербургском метрополитене[9]. Между этими двумя станциями планировали построить ещё одну (под разными названиями), но в силу ряда причин от этого отказались[10].

## Перспективы
На станции планируется пересадка на Кольцевую линию после 2030 года.

## Наземный городской транспорт

#### Автобусы
| №   | Пересадки                                                                              | Конечный пункт 1               | Конечный пункт 2            |
| --- | -------------------------------------------------------------------------------------- | ------------------------------ | --------------------------- |
| 31  | Московская · Проспект Славы · Международная                                            | улица Костюшко                 | Площадь Бехтерева           |
| 58  | Площадь Александра Невского                                                            | Елизаровская                   | Атаманская улица            |
| 95  | Ломоносовская · Международная · Электросила                                            | проспект Александровской Фермы | Рощинская улица             |
| 114 | Ленинский проспект · Ленинский проспект · Московская · Проспект Славы · Проспект Славы | Счастливая улица               | Большой Смоленский проспект |
| 116 | Звёздная · Проспект Славы · Проспект Славы                                             | Московское шоссе, 33           | Большой Смоленский проспект |
| 253 | Ломоносовская                                                                          | Купчино                        | Площадь Александра Невского |
| 264 | Ломоносовская Улица Дыбенко Проспект Большевиков                                       | Пискарёвка                     | Большой Смоленский проспект |

## Галерея

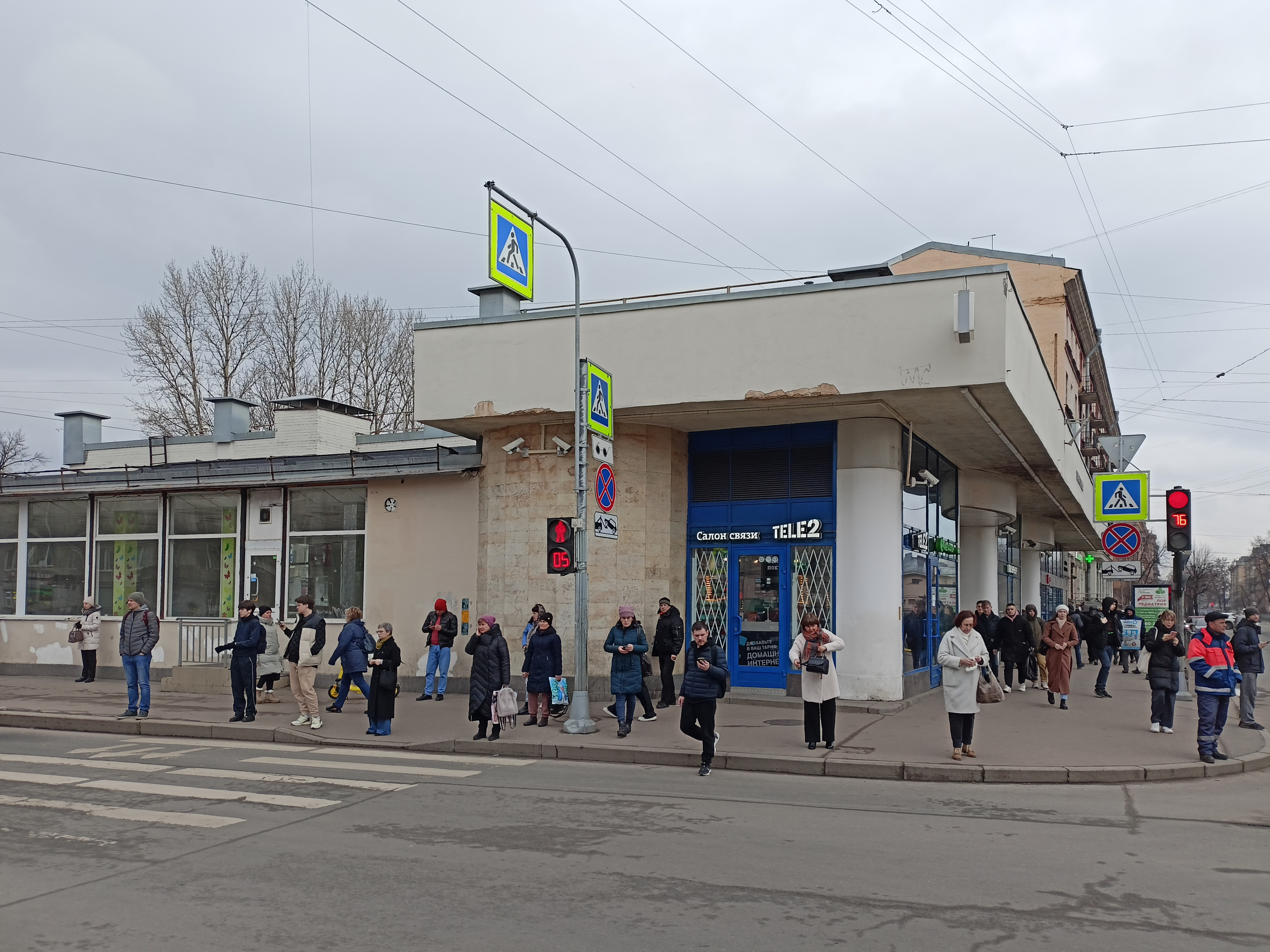
Наземный вестибюль
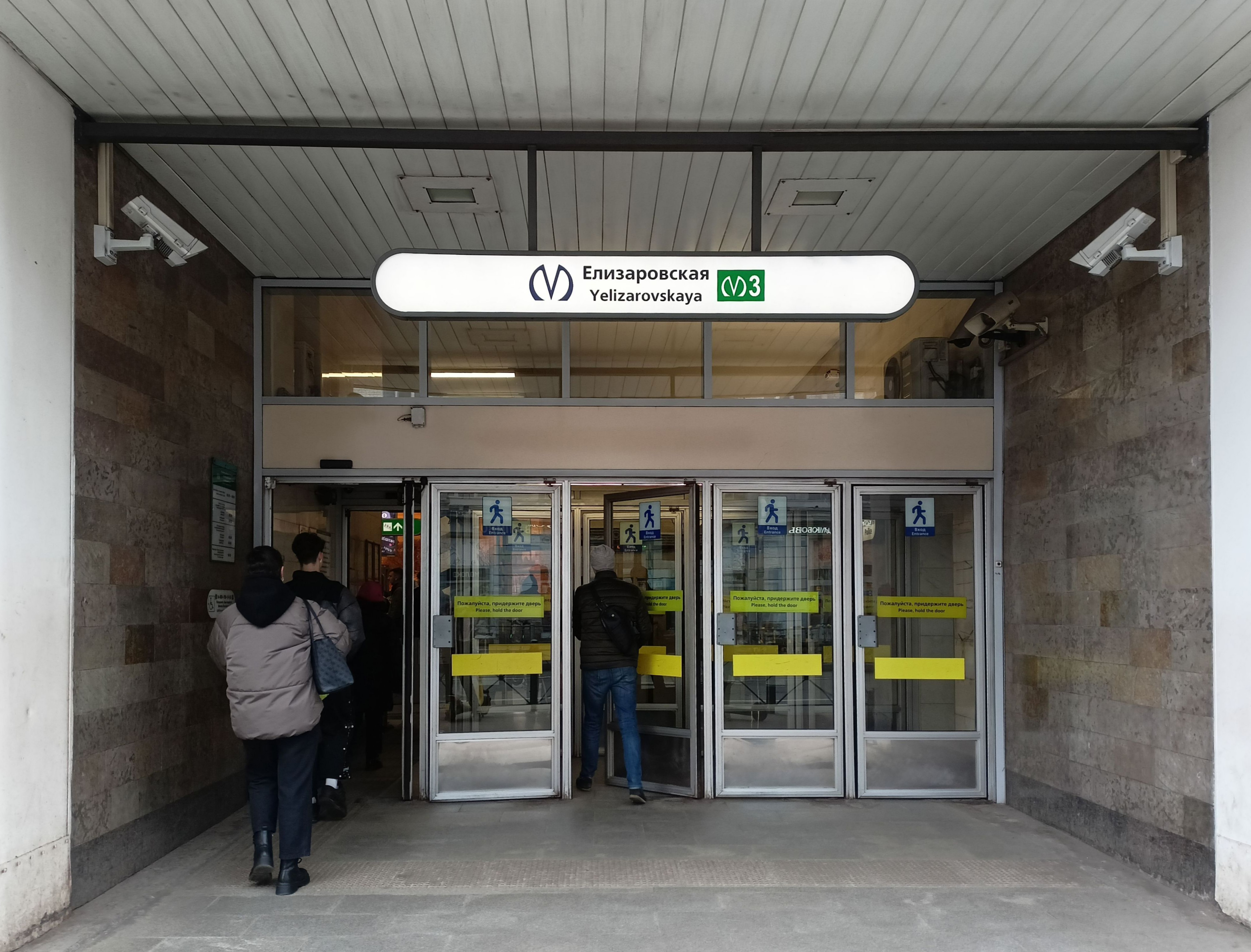
Вход на станцию
Панно над эскалатором